# نهنگ بینی‌سربالا
نهنگ بینی‌سربالا (نام علمی: Simocetus) نام یک سرده از زیرراسته آب‌بازسانان دندان‌دار است.